# オンネトー

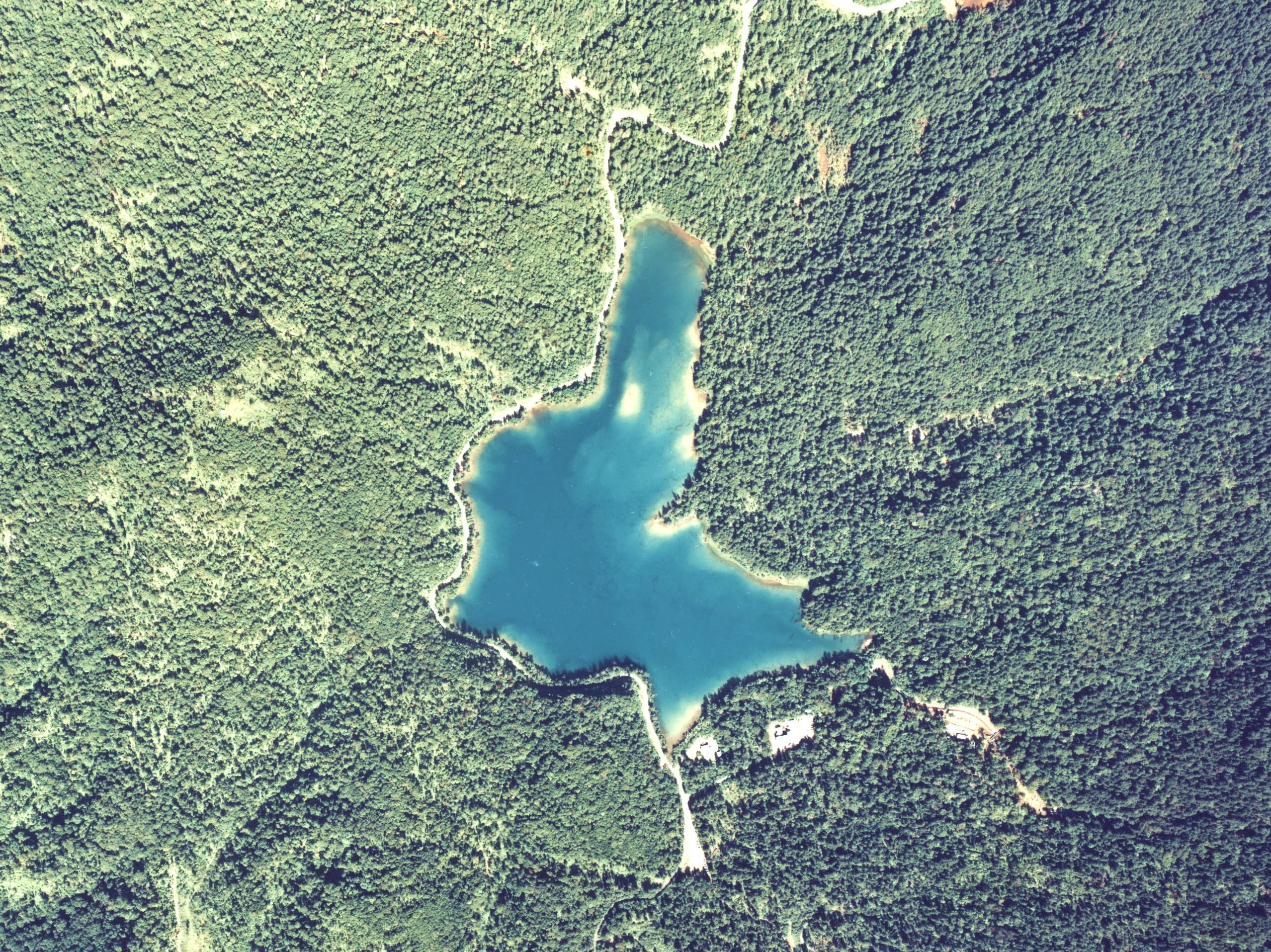
エゾマツ等の針葉樹主体の原生林に囲まれている（1977年）

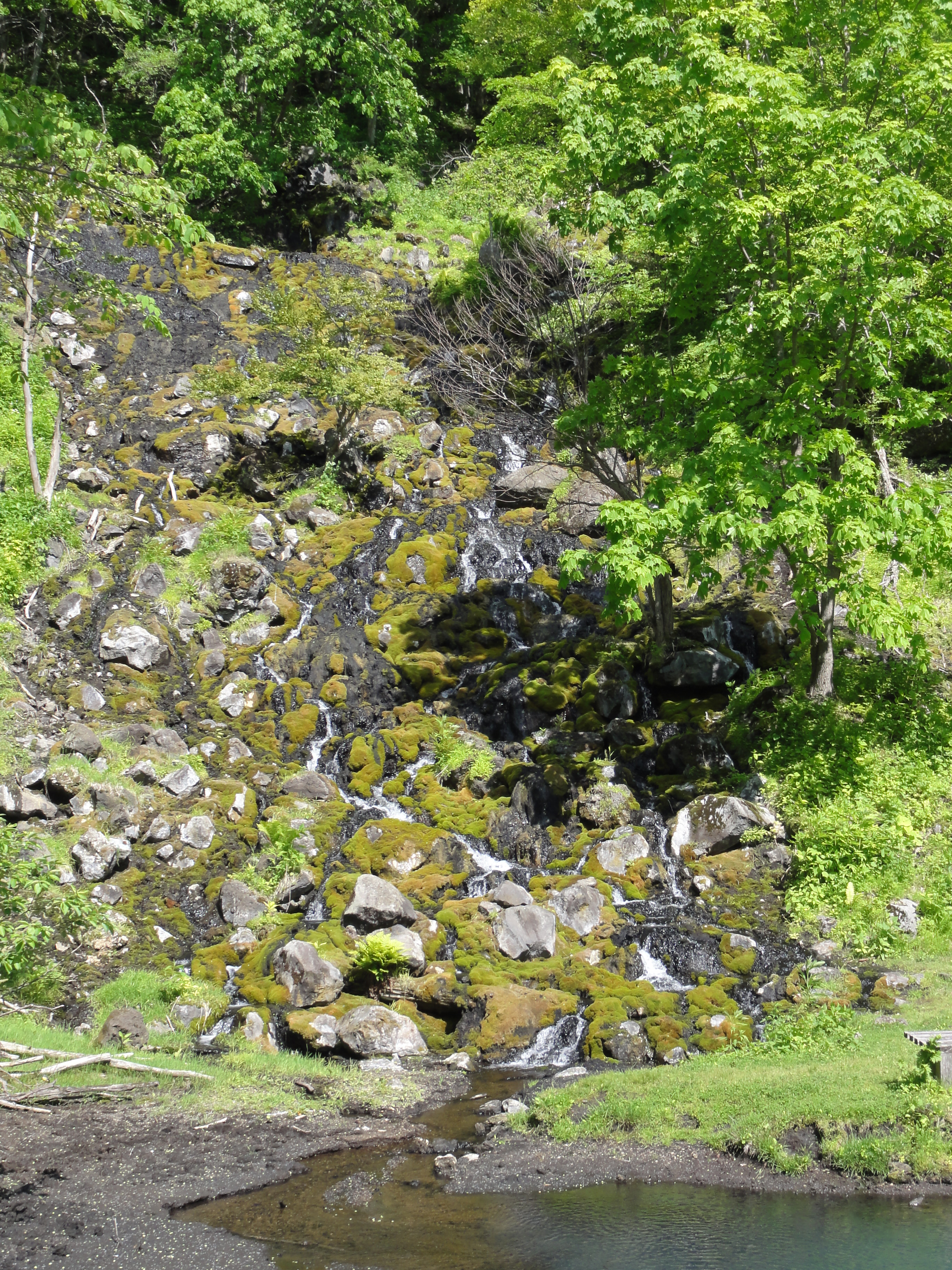
北側にある湯の滝。黒っぽいものが酸化マンガン。

オンネトーは、北海道足寄郡足寄町東部の阿寒摩周国立公園内にある湖である。名前はアイヌ語で「年老いた沼」あるいは「大きな沼」の意味。

## 地理
雌阿寒岳の噴火により西麓の螺湾川の流れが止められてできた堰止湖である。エゾサンショウウオとザリガニが棲息する。湖面が刻々と色を変えることから「五色沼」の別名もある。波のない時は雌阿寒岳と阿寒富士を映し出す。阿寒湖から近い湖沼だが、流出河川の螺湾川は西方の十勝方面へと流れる。

## オンネトー湯の滝
オンネトー湯の滝（オンネトーゆのたき）は、オンネトー湖の南東方向にある2つの滝である。天然記念物、日本の地質百選の1つである。落差30メートル、標高800メートル、分岐瀑。地質は雌阿寒岳火山の安山岩溶岩、第四紀更新世。
雌阿寒岳と阿寒富士の西麓のアカエゾマツ林内に位置し、雌阿寒岳由来の温泉水（水温43℃、pH6、Mn2+を3.05ppm含む）が湧き出て、高さ20メートルほどの2条の滝となって安山岩溶岩の崖を流れ落ちている。かつては滝上の池が天然の露天風呂として利用されたが、微生物によって酸化マンガンが生成される現象が発見され、保護のため入浴禁止となった。無料の露天風呂が別に作られたが、それも入浴禁止となった。

### 歴史
1953年頃、辺りにはマンガン鉱山があり、3,500トンのマンガン鉱石が採掘された。北海道大学の針谷教授が、形成中の鉱床であることに気づいた。1989年に学術調査が行われ、温泉水から微生物（糸状藻類とマンガン酸化細菌）がマンガン鉱物を生成する「生きている鉱床」であること、それは陸上においては「世界唯一の場所」であることが分かった。マンガン鉱物の析出は数千年前から継続していると考えられ、年間1トン以上の沈殿物を生成している。
1992年には万国地質学会議の出席者らによる視察、1995年には日独共同研究講演会が行われた。翌年、滝の近くに小屋などが設置された。
2000年9月6日には「オンネトー湯の滝マンガン酸化物生成地」として国から天然記念物の指定（文部省告示 第144号）を受けた。1985年頃より人為的に池にナイルティラピアが放流された。その後もグッピーなどの熱帯性淡水魚が放流され、それらの魚が越冬・繁殖して藻類を食害し、マンガン泥の生成量が減少してしまうことが問題視されるようになった。1999年より毎年ポンプで池を排水して数千匹の外来魚を駆除するなど大掛かりな対策が実施されたが、熱帯魚の根絶には至らなかった。2010年には環境省職員らがティラピア1,800匹、グッピー7,500匹を捕獲している。
環境省は温泉水をホースで迂回させるとともに、沢の冷水を流し込んで、熱帯魚の生息に適さない水温に下げる対策を実施。オンネトー湯の滝における外来魚根絶の判断基準の第1段階を2017年度末までに達成。2018年10月までに再確認・捕獲がなかったことから、2019年1月22日に開催された評価会にて、第2段階の達成を確認。野外に定着したナイルティラピア、グッピーを駆除事業により根絶させた全国で初めての事例となった。

### 現象
マンガン酸化物が沈殿するための3条件がある。
- 原水中のMn2+濃度が高いこと
- 原水が無菌的であること
- 有機物の提供があること

湧き出る温泉水が上2つの条件を満たし、残りの条件は、崖にある糸状藻類が、マンガン酸化バクテリアに有機物を供給することで満たしていると考えられる。泉源と滝斜面のシアノバクテリア（藍藻類）が光合成によって酸素を放出し、マンガン酸化菌がその酸素と温泉水中のマンガンイオンより二酸化マンガンを生成する。生成された二酸化マンガンは泥状となり、池や滝の周囲に溜まっている。

## 観光・利用
オコタンペ湖、東雲湖とともに北海道三大秘湖の一つとされているが、湖畔には散策路が設けられ、国設野営場もあるなど、他の2つと比べると周辺の整備は進んでいる。晴れた日の太陽が斜めに射す午前中は湖面がコバルトブルーに染まる。北東に約2キロメートル進んだ雌阿寒温泉には、国民宿舎とユースホステル、民宿がある。オンネトー野営場と雌阿寒温泉は、雌阿寒岳の登山口となっている。

## 交通アクセス
足寄市街地から東へ約50キロメートル。国道241号、北海道道949号オンネトー線、北海道道664号モアショロ原野螺湾足寄停車場線を経由する。道道664号の足寄寄り区間は一部未舗装道路となっており幅員が狭い。冬季は一部区間が通行止めとなる。夏期は阿寒湖畔からバス（所要時間30分）が運行されている。
オンネトーの滝は、オンネトー湖の南にある駐車場からの遊歩道（湯の滝コース、1.4キロメートル）を歩く。滝の付近に小屋・トイレもある。なお、一帯はヒグマの出没地域である。

## ギャラリー

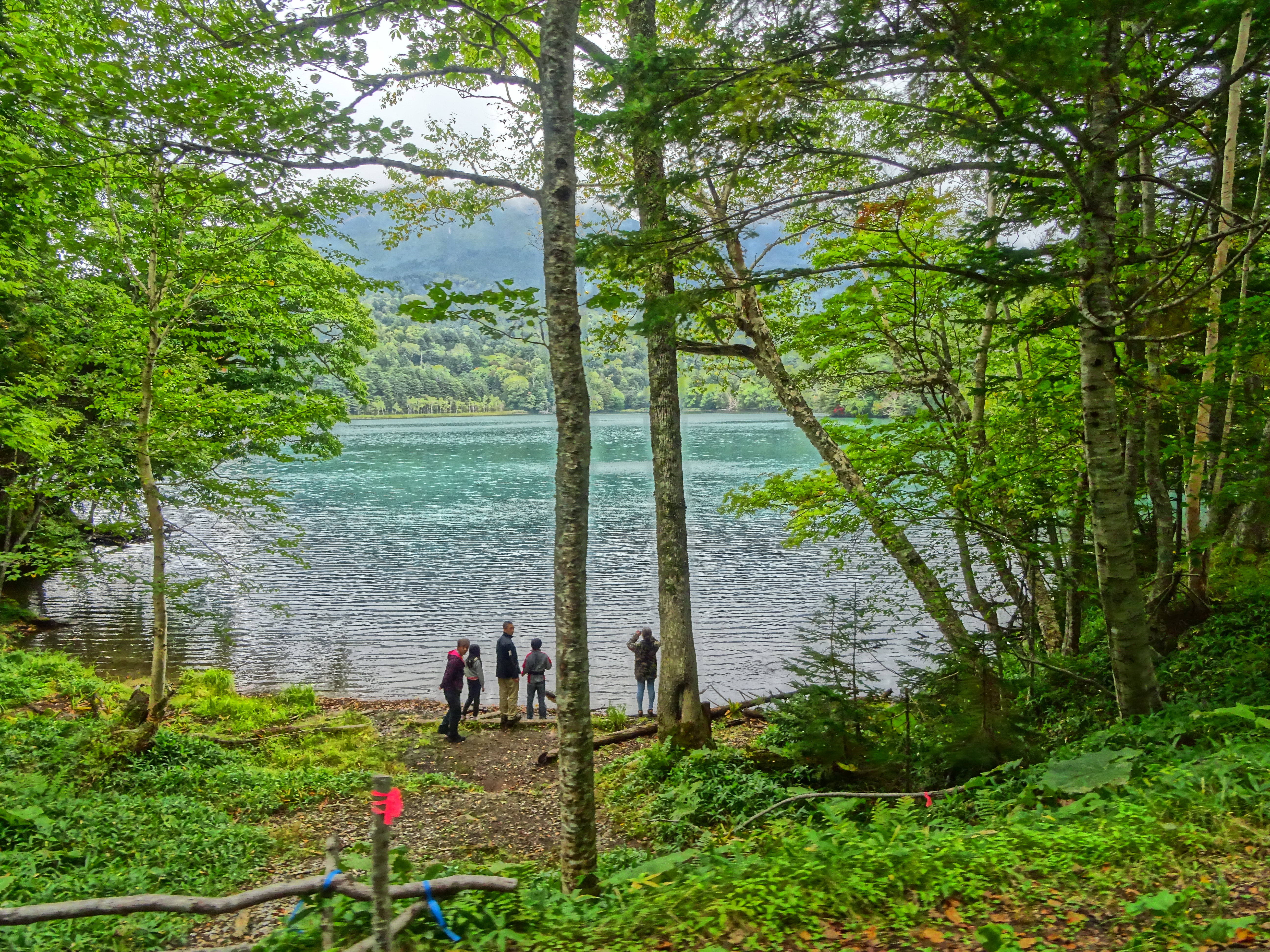
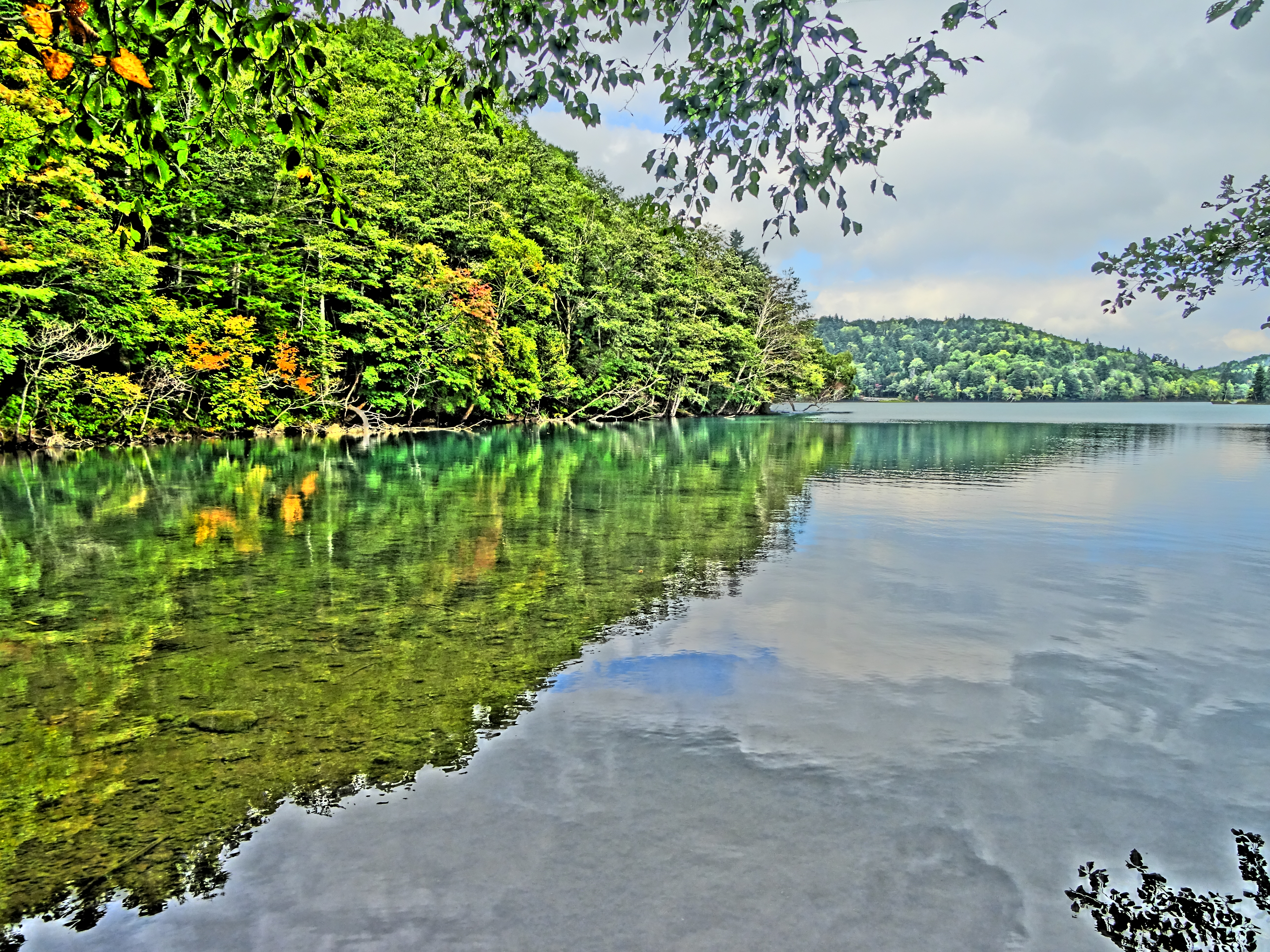
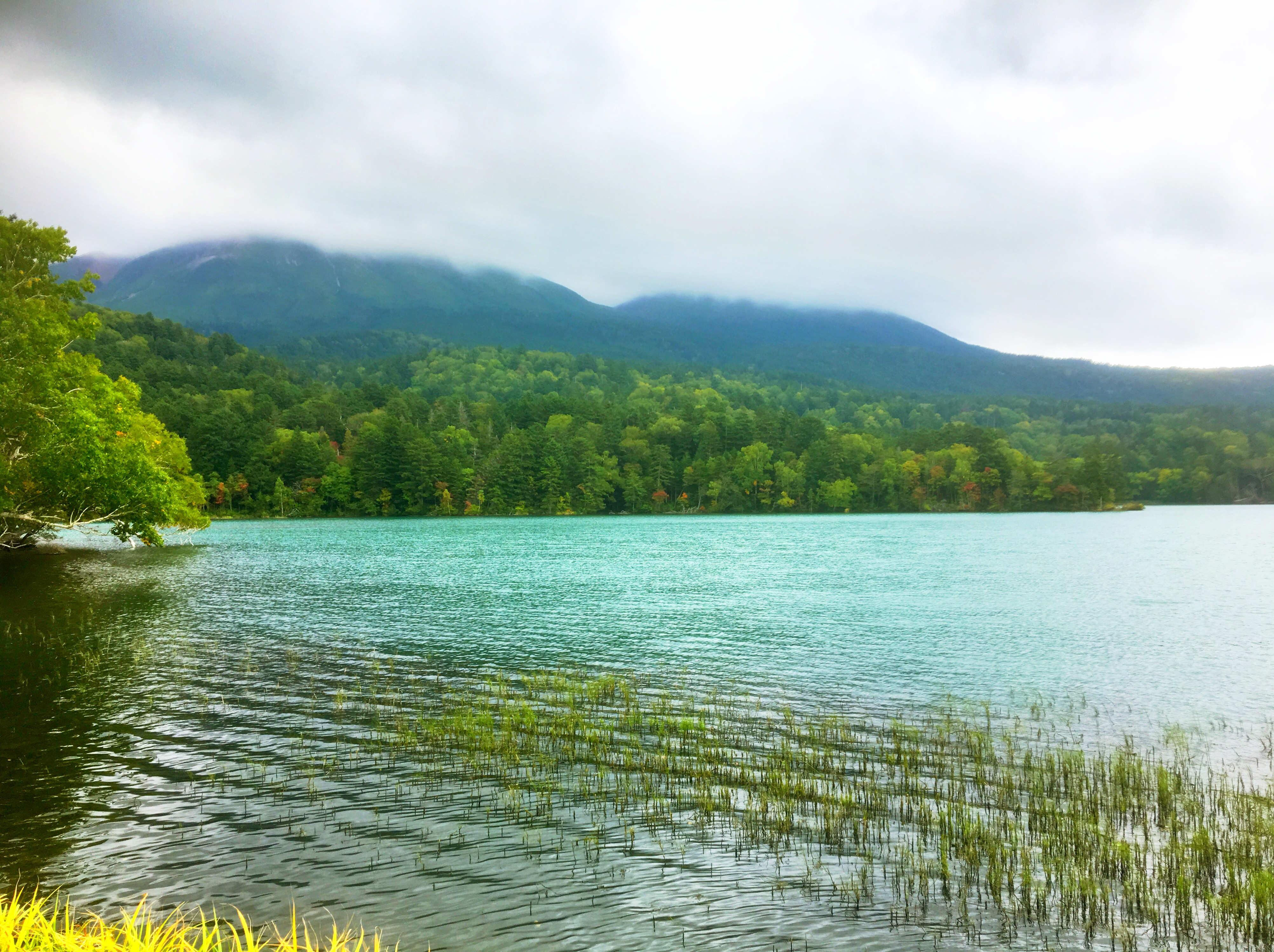
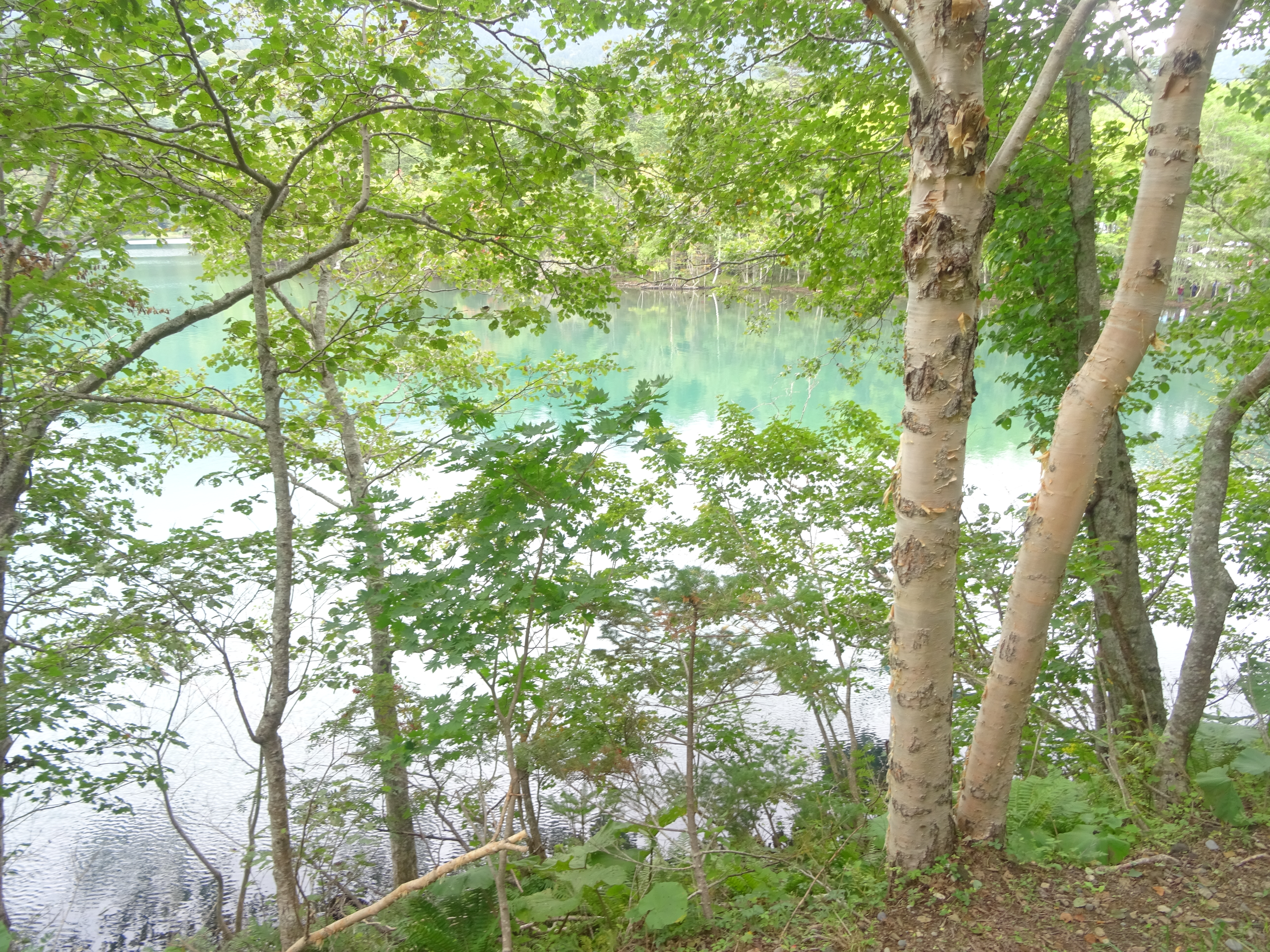